# Antonio Fondevilla
Antonio Fondevilla, född 29 oktober 1916, död 3 augusti 1965, var en argentinsk friidrottare. Han deltog vid olympiska sommarspelen 1936.